# Guz Dąbskiej

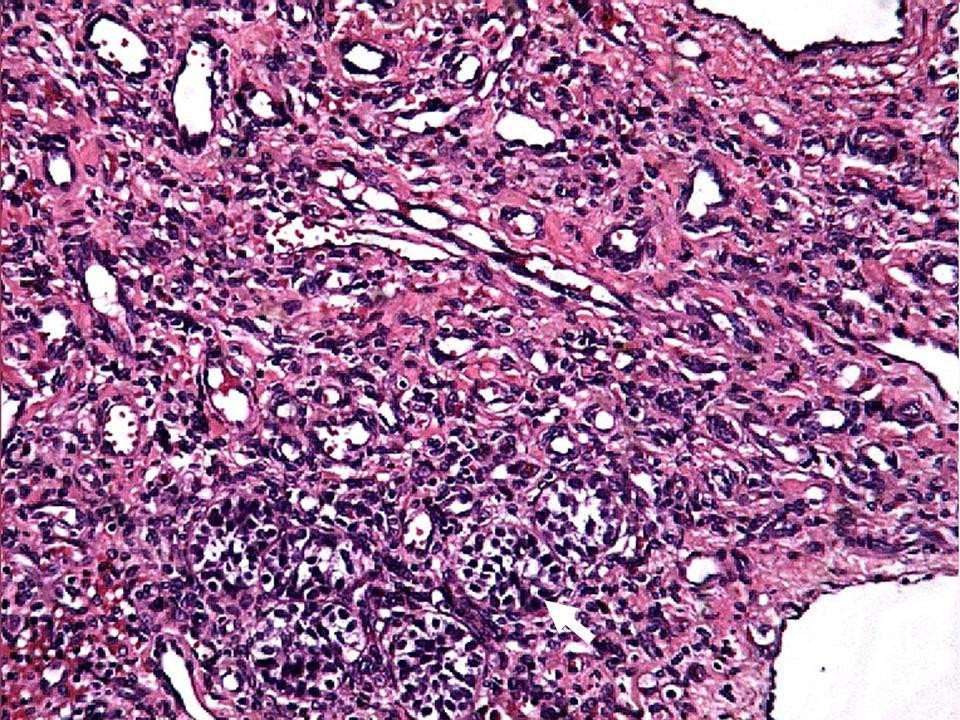
Obraz histologiczny tkanki guza jądra pod dużym powiększeniem; guz zbudowany jest z naczyń wyścielonych kuboidalnym śródbłonkiem, pomiędzy naczyniami uwięzione są pojedyncze kanaliki plemnikotwórcze (strzałka)

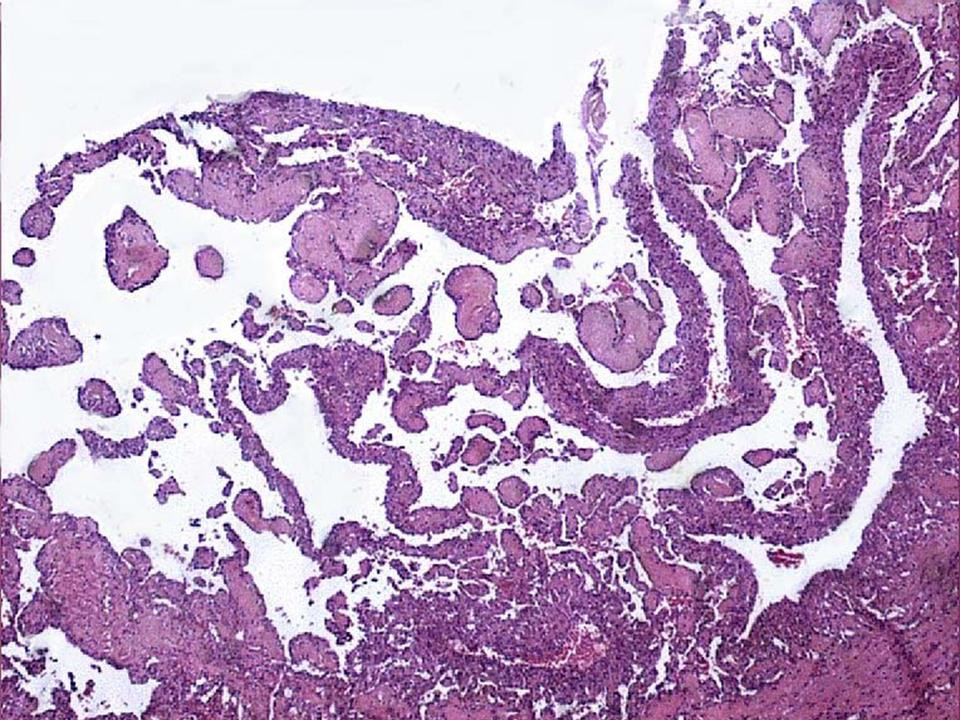
W preparacie pod niewielkim powiększeniem widać brodawkowate struktury z hialinowym rdzeniem

Guz Dąbskiej (łac. angioendothelioma papillare endovasculare malignum, ang. Dabska tumor, malignant endovascular papillary angioendothelioma) – rzadki nowotwór tkanek miękkich o małym potencjale złośliwości, spotykany głównie u dzieci. Guz lokalizuje się zazwyczaj na kończynach, rzadziej w obrębie głowy albo szyi lub w innych lokalizacjach (np. jądro); może przyjmować postać ograniczoną do skóry albo rozlaną, zajmując też tkankę podskórną. W obrazie histologicznym stwierdza się przestrzenie naczyniowe z brodawkowymi tworami i naciekiem limfocytów w podścielisku. Leczenie polega na chirurgicznej resekcji z szerokim marginesem zdrowych tkanek. Nazwa guza honoruje polską patomorfolog Marię Dąbską, która opisała pierwszy przypadek tego nowotworu w 1969 roku.